# Bixbyiet
Het mineraal bixbyiet is een mangaan-ijzeroxide  met de molecuulformule (Mn, Fe)2O3. De verhouding tussen mangaan en ijzer kan verschillen, het komt ook haast zonder ijzer voor. Bixbyiet is naar de mineraloog Maynard Bixby (1853-1935) genoemd uit de Verenigde Staten. Bixby was onder meer in de mijnbouw actief in het zuidwesten van de Verenigde Staten, waar hij bixbyiet in het Thomasgebergte in Utah heeft ontdekt. Dat is de typelocatie. Bixbyiet komt daar uitgekristaliseerd in holtes in ryoliet voor, een extrusief stollingsgesteente.
Het is zwart, het heeft een metaalglans en een zwarte streepkleur. Het heeft een kubisch kristalstelsel, een oneffen breuk en de splijting van het mineraal is imperfect langs kristalvlak [111]. Bixbyietkristallen kunnen tweelingen vormen langs kristalvlak [111]. De massadichtheid is 4,95 kg/l en de hardheid is 6-6,5. Het is een weinig voorkomend mineraal. Behalve in het zuidwesten van de Verenigde Staten wordt het in Centraal Europa en het oosten van China gevonden. Bixbyiet wordt vaak met metamorfe en hydrothermale gesteenten  geassocieerd. Andere typelocaties zijn Siapa en Chhindwara in India.
Bixbyiet moet niet met bixbiet worden verward, een beril dat ook naar Bixby is genoemd.

## Lijsten
- Lijst van mineralen
- Lijst van naar een persoon genoemde mineralen

## Websites
- Bixbyite Mineral Data.
- mindat.org. Bixbyite-(Mn).